# Jeanne Perrette Langlois
Jeanne Perrette Langlois, född 1688, död 1774, var en fransk skådespelerska verksam i Sverige. Före äktenskapet var hennes artistnamn Jeanne Perrette Le Chevalier. Hon var gift med kollegan Charles Langlois, med vilken hon 1718 fått sonen Alexandre.

## Biografi
Jeanne Perrette Langlois var troligen medlem i ett franskt teatersällskap som turnerade i provinserna. Hon ankom till Sverige med sin make och son 1723, som en av de första medlemmarna i det franska teatersällskap, Académie royale de musique (Stockholm), som hade engagerats av Jean-Baptiste Landé, och som uppträdde på teatern i Stora Bollhuset i Stockholm 1723-1727. Hennes specialitet anges som drottning- och "karaktärsroller". 
Åren 1726 och 1727 uppträdde hon som Premiére Bergére vid makens libretton inför drottning Ulrika Eleonora. Familjen stannade kvar i Sverige även sedan det franska teatersällskapet hade upplösts. 1729 gjorde hon en resa till Frankrike tillsammans med Carl Gustaf Tessin och Ulla Tessin med uppdraget att undersöka engagemanget av en ny fransk teatertrupp till Sverige. Ingenting är känt om hur uppdraget utlöpte, men ingen fransk teater trupp blev vid detta tillfälle engagerat.  
Från 1730 var hon sysselsatt som lyximportör: handeln med "galanterier" var officiellt registrerad på maken, men utfördes i realiteten av henne. Hon var en framgångsrik handlare och ska ha försörjt familjen under dessa år. Hon uppträdde fortsatt tidvis i fransktalande pjäser, när sådana gavs på Bollhusteatern. Paret Langlois spelade huvudrollerna i La Médée och Jason 1740 och i pjäsen La scene de reconniassance 1748. År 1752 nämns att hon höll en så kallad franskpension, det vill säga en internatskola i franska språket, för adliga flickor i sitt hem.  